# Villa Cortese
Villa Cortese – miejscowość i gmina we Włoszech, w regionie Lombardia, w prowincji Mediolan.
Według danych na rok 2004 gminę zamieszkiwało 6113 osób, 2037,7 os./km².